# Humaymah Kabirah
Humaymah Kabirah (tiếng Ả Rập: حميمة كبيرة) là một thị trấn của Syria nằm ở quận Dayr Hafir, Aleppo. Theo Cục Thống kê Trung ương Syria (CBS), Humaymah Kabirah có dân số 4.190 trong cuộc điều tra dân số năm 2004. Trong cuộc nội chiến ở Syria, thị trấn này nằm dưới sự chiếm đóng của ISIS cho đến khi Cộng hòa Ả Rập Syria giải phóng thị trấn vào ngày 13 tháng 3 năm 2017.